# 整地ローラー

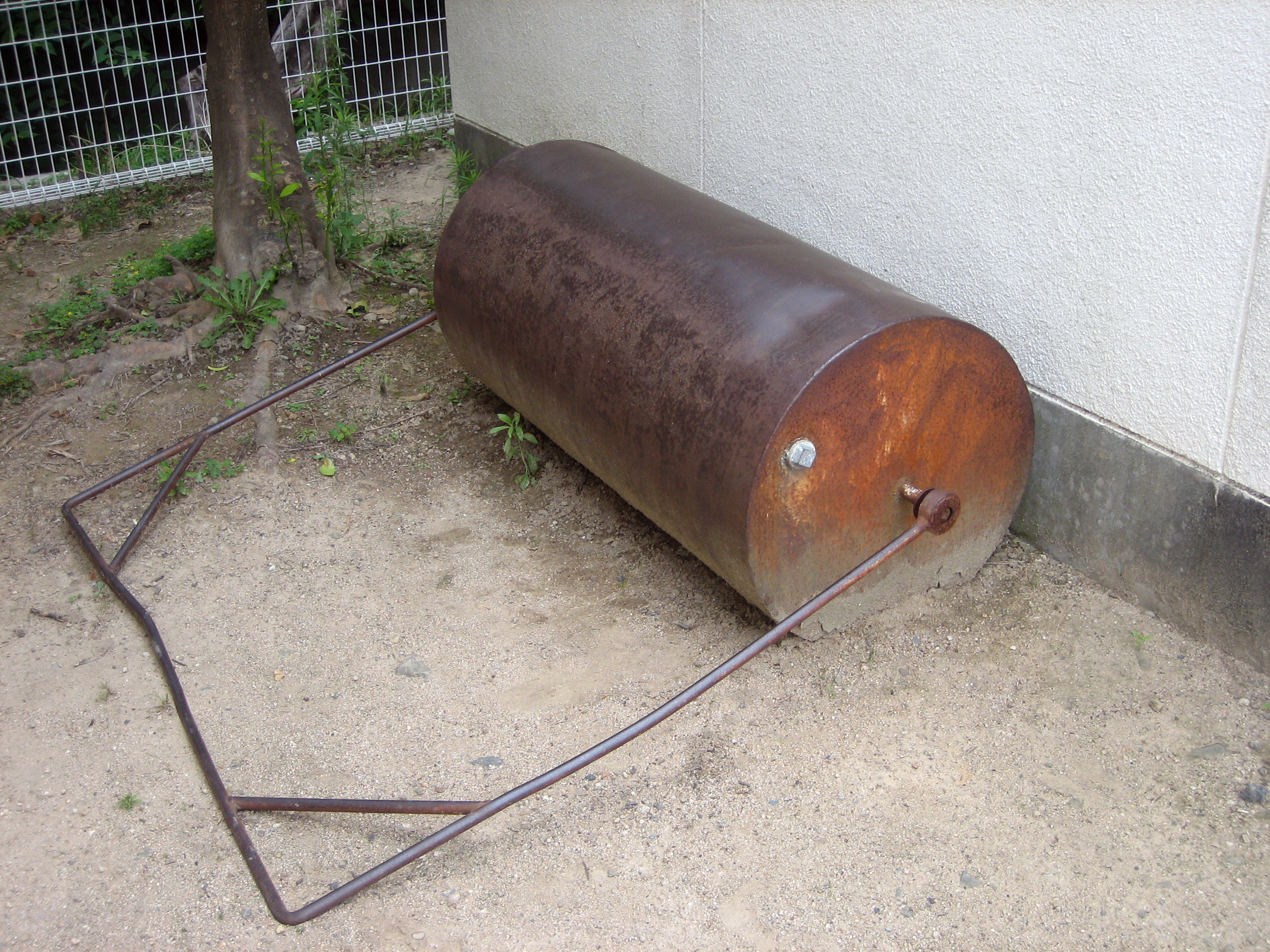
手動式整地ローラー

整地ローラー（せいちローラー）は、グラウンドの整備などに使う、手動式のローラーで、「整地用ローラー」「転圧ローラー」「グラウンドローラー」「コートローラー」または「整地用圧延機」などとも称され、俗称として「コンダラ」とも呼ばれる（後述）。

## 概要
鋼板またはステンレス板で作られた円筒にコンクリートなどの重りを充填した本体と、鉄パイプ等のハンドルから構成される。オプションでローラーについた泥を掻き取る板（スクレーパー、泥取器）をつけることもできるものもある。グラウンドの日々の利用者自ら、たとえば生徒たちが校庭を整備するために、同じく整地用具のトンボ等と一緒に用いることが多い。
製品としては完全完成品ではなく筒内が空洞で販売されており、使用者が現地にて重りを詰めることで所定の重量にして使用する。サイズや重りのタイプ（コンクリート・砂・水）によりさまざまな種類があるが、砂や水を入れるタイプは内容物に空隙があると流動を生じて回転が安定せず作業品質が劣るため、固形物で安価なコンクリートを詰めるタイプが最も一般的で、完成重量は350 kgまたは500 kgである。メーカーはエバニュー・トーエイライト・東洋体機・カネヤ・三和体育製販などで、ほとんどが他の学校用体育器具も製造している。
このローラーは“引いて使う”ものではなく、“押して使う”のが正しい使用法である（上の写真でも、ハンドルがローラー側に歪んでおり、押した跡が見て取れる）。特にリヤカーのようにハンドルの枠内に入って牽引すると、危ないと感じた際に横に逃れることも困難で、使用者が轢かれてしまう危険がある。前述のようにローラーの重量は350 - 500 kgもあるため、轢かれたり下敷きになったりした場合には重度の負傷もしくは死亡の危険がある。ローラーによる締固め作業は一定の速度で行わないと転圧面が波打って意味をなさないが、少数の人力程度では低速だと転がり抵抗ですぐに止まってしまい回転を安定させるのはほとんど不可能で、速度を出して慣性をつけないと作業にならないため、牽引では使用者が轢かれるリスクが除けない。ハンドルの内側にあたかも牽引のために人が入るかのようなスペースを開けている理由は、ハンドルの極端な角度変化を抑えて推進力を安定させるためである。ハンドルとローラーの位置が近すぎると、押す位置が回転中心に近くなりすぎるため、力をかけてもハンドルが上下に回ってしまい、使用に耐えないためである。しかし、ローラーを押して均等にかつ安定して進行させて地面を均すには、引くことに比べてより強い力が必要で、牽引した方が安定して力をかけることができ扱いやすい。押していくと転圧した地面を踏みしめながら進むことになる点も、心理的に牽引したくなる一因である。
少数だが牽引用の整地ローラーも存在し、こちらは機能上不要で誤使用のデメリットしかないローラーとハンドルの間隙が無く、牽き縄を付けたり自動車やトラクターの後部に連結して使用する。

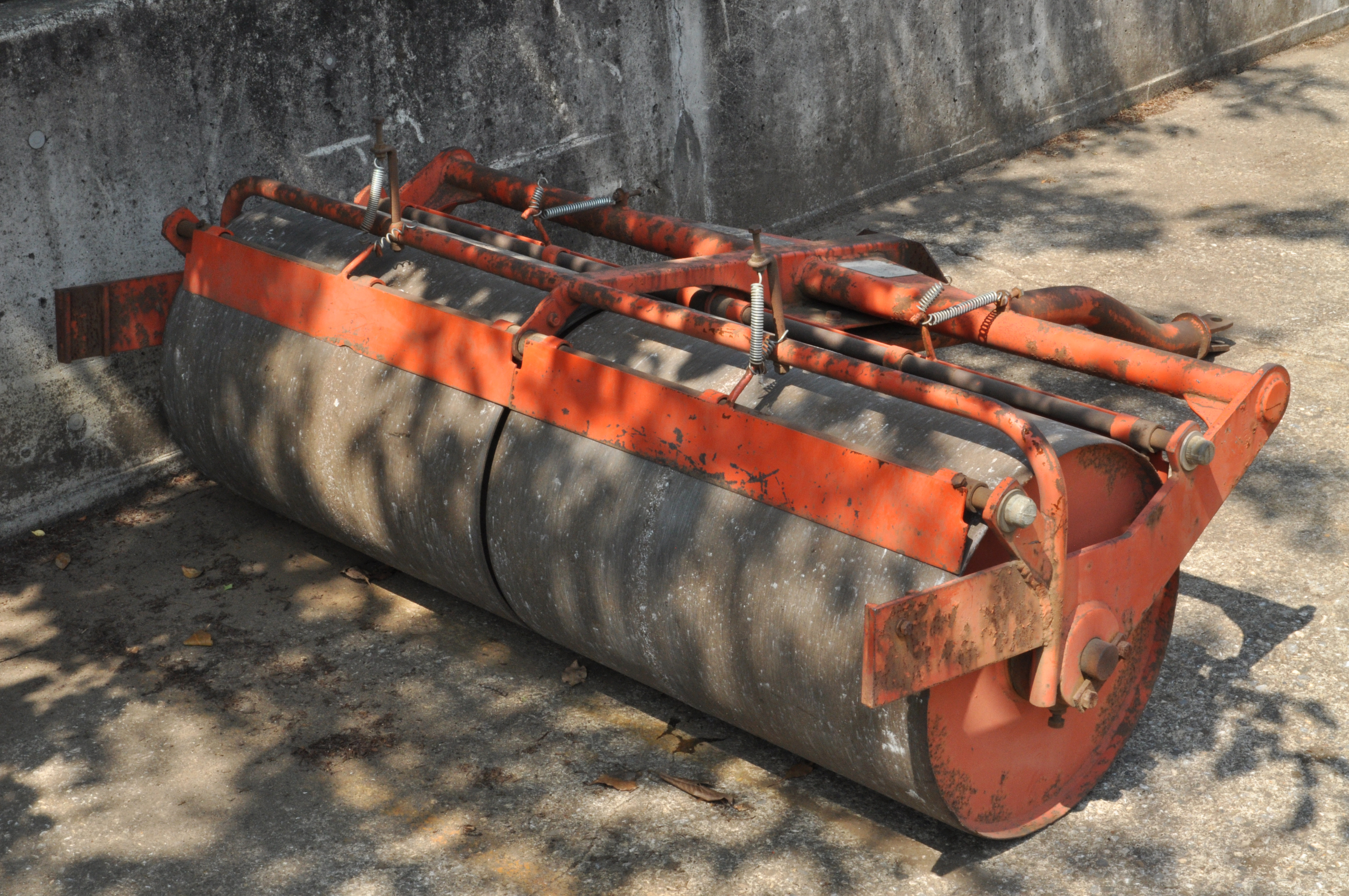
動力機械で牽引する方式の整地ローラー

## 俗称「コンダラ」
コンダラは、手動式整地ローラーを意味する日本の俗語で、グラウンドレーキを指すこともある。

### 語源

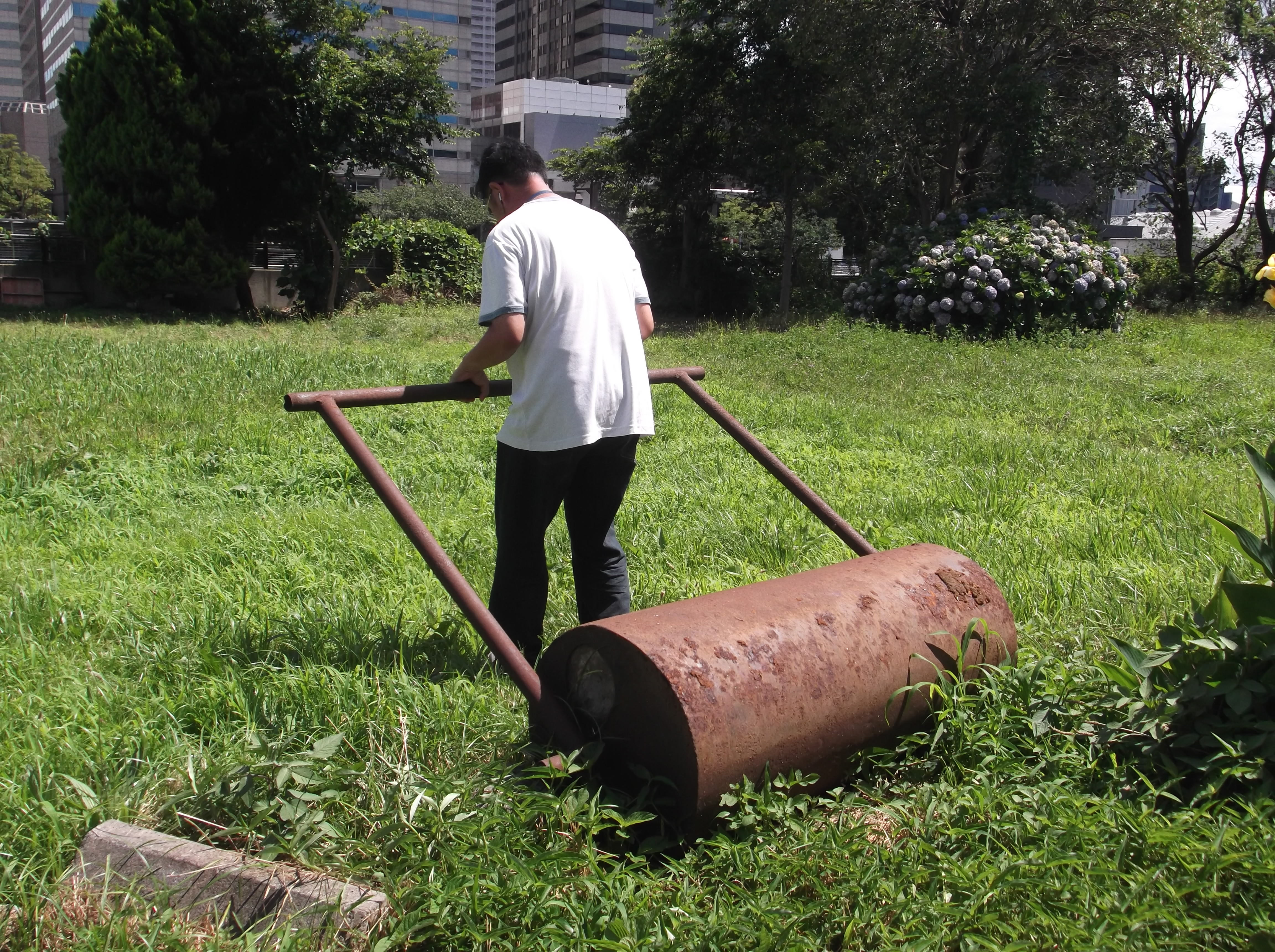
“コンダラ”こと、手動式整地ローラーの使用方法の誤ったイメージ。前述の通り、轢かれないように押して使うべきである

語源は、1968年（昭和43年）に放映が始まったテレビアニメ『巨人の星』のオープニング主題歌「ゆけゆけ飛雄馬」の冒頭のフレーズ、「思い込んだら　試練の道を」という歌詞を「重いコンダラ」と、ぎなた読みしたことから誤認が生じたものである。
「オープニングの『思い込んだら』の箇所で主人公の星飛雄馬が整地ローラーを引いていた」とされる場合もあるが、実際に放映されたオープニングアニメーションでは整地ローラーは一切登場せず、星一徹・飛雄馬親子が雪の中でランニングをしているだけで、歌詞テロップでも「思いこんだら」と書かれている。その一方で、第12話「鬼の応援団長 伴宙太」の劇中のクライマックスにて、飛雄馬が整地ローラーを（前述のように誤った使用法で）引くシーンで流れるBGMが「ゆけゆけ飛雄馬」であった。